# Вашингтон (окръг, Кентъки)
Вижте пояснителната страница за други населени места с името Вашингтон.
Окръг Вашингтон (на английски: Washington County) е окръг в щата Кентъки, Съединени американски щати. Площта му е 782 km², а населението - 10 916 души (2000). Административен център е град Спрингфийлд.